# Judici a Jesús

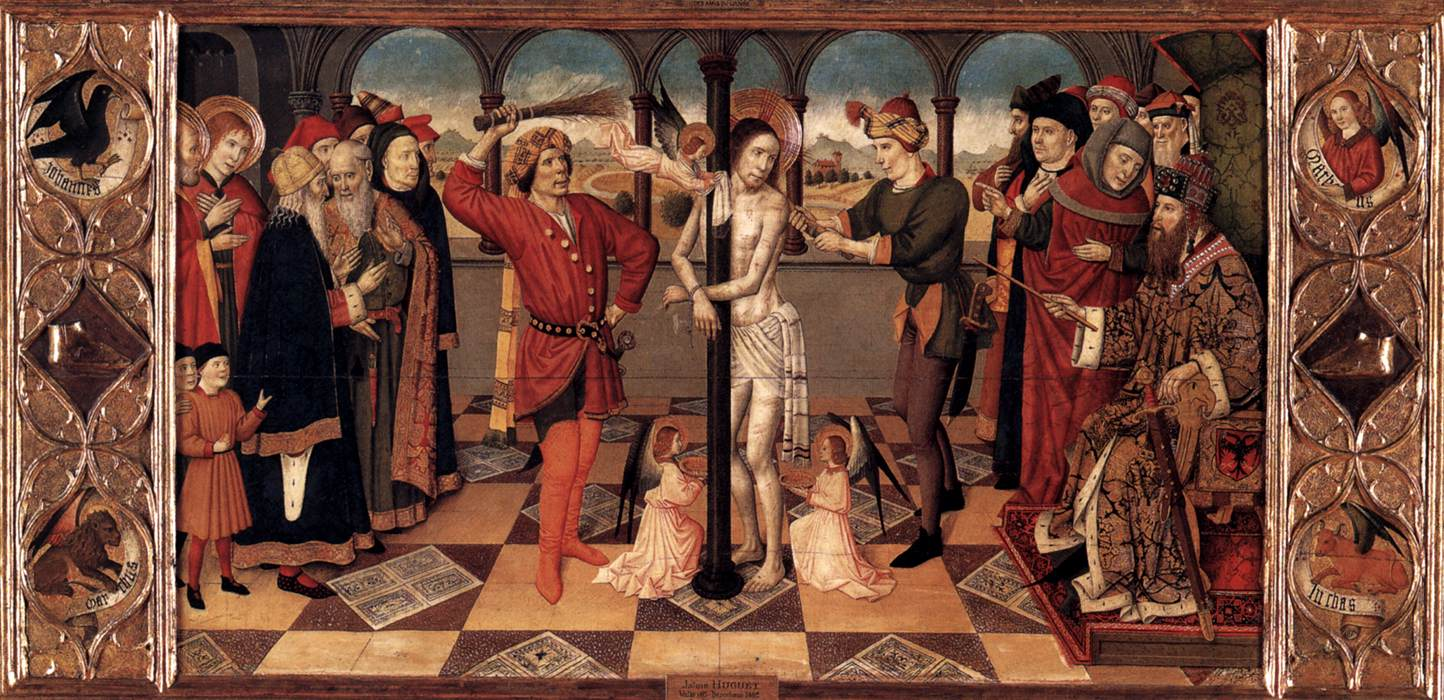
La Flagel·lació, predel·la pintada per Jaume Huguet per a un retaule dedicat a Sant Marc (1436). Museu de Louvre

El Judici a Jesús és un episodi de la vida de Jesús de Natzaret que inclou la coronació d'espines i cronològicament se situa després de l'Oració a l'hort de Getsemaní i abans de la Crucifixió de Jesús.
Després de la seva detenció, Jesús és portat al Sanedrí, a l'òrgan judicial jueu. Els evangelis difereixen en els detalls dels judicis. En Mt 26:57, Mc 14:53 i Lc 22:54, Jesús és portat a la casa del gran sacerdot Caifàs, on és burlat i colpejat. L'endemà al matí els caps dels sacerdots i dels escribes el porten al consell. Jn 18:12-14 afirma que Jesús primer és portat a Annàs, que està per sobre de Caifàs, i després al gran sacerdot.
Durant els judicis orals Jesús parla molt poc, gairebé no es defensa i dona respostes molt poc freqüents i indirectes a les preguntes dels sacerdots, propiciant que el colpegin. En Mt 26:62 Caifàs li pregunta: "No tens resposta?" En Mc 14:61 el gran sacerdot li pregunta: "Ets tu el Messies, el Fill de Déu Viu?". Jesús replica "Jo sóc" i després prediu la vinguda del "Fill de l'home". Això provoca que Caifàs s'estripi la túnica amb ira i l'acusi de blasfèmia. En Mateu i Lluc, la resposta de Jesús és més ambigua: A Mt 26:64 ell respon "Tu ho has dit", i a Lc 22:70 ell diu, "Tu dius que jo sóc".
Prenent a Jesús a la cort de Pilat, els ancians jueus demanen al governador romà Ponç Pilat que jutgi i condemni a Jesús, acusant-lo d'afirmar ser el Rei dels Jueus. L'ús de la paraula "rei" és central per entendre la discussió entre Jesús i Pilat. En Jn 18:36 Jesús diu: "El meu regne no és d'aquest món", però no nega ser Rei dels Jueus. En Lc 23:7-15 Pilat s'adona que Jesús és galileu i, per tant, està sota la jurisdicció d'Herodes. Pilat envia a Jesús a Herodes per a ser jutjat, però Jesús no respon a les preguntes d'Herodes. Herodes i els seus soldats es burlen de Jesús, li posen un vestit car per disfressar-lo de rei i li retorna a Pilat, que llavors convoca els ancians jueus i anuncia: "No trobo cap culpa en aquest home".
Observant el costum de la Pasqua en aquell moment, Pilat permet que un presoner escollit pels ciutadans sigui alliberat. Per això demana a la gent que escullin entre Jesús i un assassí anomenat Barrabàs. Persuadit pels ancians (Mt 27:29), la multitud decideix deixar anar a Barrabàs i crucificar a Jesús. Pilat escriu un rètol amb la inscripció "Jesús de Natzaret, el Rei dels Jueus" (abreujat com INRI en les representacions) per a ser col·locat a la creu de Jesús, (Jn 19:19), després ordena que el flagel·lin i que el crucifiquin. Els soldats li posen una corona d'espines al cap i el ridiculitzen. Després el colpegen i se'n mofen abans de portar-lo al Calvari, també anomenat Gòlgota, on el crucifiquen.